# Медаль «На смерть Петра I»
«На смерть Петра I» - (по другим источникам: «В память кончины Петра Первого») -  медаль, посвящённая кончине Петра I. Медаль учреждена 28 января (8 февраля) 1725 года. Автором медали был датчанин Антон Шульц. Медаль носится на Андреевской ленте. Медаль давали на похоронах Петра I. Гражданскому населению раздавались памятные жетоны. Медали чеканились в Санкт-Петербургском монетном дворе.
Золотая медаль имела диаметр в 52 мм., отчеканено 1600 штук. . Серебряной медалью награждали унтер-офицеров и солдат. Всего серебряных медалей было отчеканено 10 000 штук.
На лицевой стороне изображён Пётр I в латах, с лавровым венком на голове. Медаль имела надписи:  «ВИЖДЬ КАКОВУ ОСТАВИХЪ ТЯ», «ПРЕСТАВИЛСЯ 28 ГЕНВАРЯ 1725», «ПЕТРЪ ВЕЛИКИ IМПЕРАТОРЪ IСАМОДЕРЖЕЦЪ ВСЕРОСИСКИ» и «РОДИЛСЯ 30 МАЯ 1672». На обратной стороне медали изображён Пётр I, возносившийся в облака. 

## См.также
- Пётр I